# Small Town Crime
Pour plus de détails, voir Fiche technique et Distribution.
Small Town Crime est un thriller américain de 2017 réalisé par Eshom Nelms et Ian Nelms. Il met en vedette John Hawkes, un ex-flic alcoolique qui décide d'enquêter sur une histoire de prostitution, de chantage, de meurtres et de tueurs. Durant ses recherches il croise plusieurs personnages louches et va mettre sa famille en danger. 

## Synopsis
Mike Kendall, est un ex policier qui souffre d'un grave problème d'alcoolisme. Son idée fixe est de réintégrer les forces de l'ordre. Ses anciens collègues essaient de lui faire comprendre que c'est une cause perdue depuis que son partenaire est mort abattu alors qu'ils étaient en patrouille, que Kendall était encore une fois ivre et qu'il n'a pas pu le protéger.
Un matin il se réveille au milieu de nulle part et sur le chemin du retour il découvre par hasard une jeune femme laissée pour morte sur le bord d'une route déserte. A bord de sa Chevrolet Nova noire il la transporte à l'hôpital dans un état grave. Peu de temps après elle décède. La police ne faisant pas preuve d'une grande motivation sur cette affaire, il décide de se lancer à la recherche des auteurs du crime, pensant que cela pourrait l'aider à réintégrer les rangs des forces de l’ordre.
Le corps se révèle être celui d'une jeune fille membre d'un réseau de prostitution d'adolescentes. Le décès de la jeune femme lui fait entrevoir une possible réhabilitation et pour pouvoir enquêter il s'invente une nouvelle identité, Jack Winter, détective privé.
Avec une carte de visite bidon, une veste et une cravate bon marché, il frappe aux portes et se présente comme un détective privé enquêtant sur l'affaire. Il obtient l'aide et la confiance de Steve Yendel, le grand-père de la victime, qui malgré son amertume sur les douleurs que sa petite-fille a causé à sa famille (elle était toxicomane et se prostituait), veut néanmoins savoir qui est à l'origine de son assassinat. Il charge alors Kendall d'enquêter.
Kendall poursuivant ses investigations sur cette sombre histoire, il rencontre Mood, leur proxénète, qu'il soupçonne dans un premier temps d'être le meurtrier. Son vieil ami de lycée Randy, qui possède maintenant un bar, semble être impliqué dans l'histoire.
Entre-temps, une deuxième fille est assassinée et Ivy, la troisième, a disparu. Il part interroger sa grand-mère et retrouve une carte sur laquelle il reconnaît le nom de Bear, le surnom de Randy au lycée. Finalement Kendall retrouve Ivy cachée par Randall. Il s'avère que lui et les filles faisaient chanter des clients fortunés. Paniqués ceux-ci ont alors décidé de mettre deux tueurs professionnels aux trousses des maîtres chanteurs.
Le chef des tueurs, appelé "l'orthopédiste", kidnappe Teddy pour l'échanger contre Ivy. Steve Wendel accompagné de Mood, viennent sur un chantier de fret ferroviaire, le lieu de l'échange convenu entre les tueurs et Kendall. Après une violente fusillade les deux tueurs sont abattus alors que Kendall, Wendel, Mood ainsi que Teddy sont blessés.
Le procureur reconnaît la légitime défense et acquitte les quatre hommes. Ses anciens collègues, les détectives Crawford et Whitman, ont pu capturer deux des trois clients, mais le troisième s'est enfui au Mexique. Ils donnent donc à Kendall l'adresse de ce dernier pour qu'il s'en occupe de façon non officielle. En effet connaissant les longues procédures d'extradition entre les États-Unis et le Mexique cela pourrait permettre au fugitif d'échapper à la police. Kendall décide de passer le concours pour être officiellement détective privé. Ce qu'il réussit.
Mood et Wendel finissent par coincer le fugitif sur une plage au Mexique.

## Distribution
- John Hawkes : Mike Kendall / Jack Winter
- Octavia Spencer : Kelly Banks
- Anthony Anderson : Teddy Banks
- Robert Forster : Steve Yendel
- Clifton Collins Jr. : Mood
- Michael Vartan : détective Scott Crawford
- Caity Lotz : Heidi
- James Lafferty : Tony Lama
- Daniel Sunjata : détective Pete Whitman
- Dale Dickey : Leslie
- Jeremy Ratchford : le médecin orthopédiste
- Don Harvey : Randy
- Michelle Lang : Tina
- Robyn Lively : Deborah Nevile
- Bart Johnson : Carl Nevile
- Stefanie Scott : Ivy
- Stefania Barr : Kristy

## Production
Le tournage a commencé en février 2016 et s'est déroulée durant 35 jours en Utah. 

## Diffusion
Le film a été présenté en première au SXSW le 11 mars 2017 et diffusé sur DirecTV Cinema à partir du 21 décembre 2017 avant d'être diffusé dans certains cinémas le 19 janvier 2018 par Saban Films. DirecTV et Saban Films ont par la suite obtenu les droits de distribution nord-américains et ont sorti le film le 19 janvier 2018 

## Critiques
Sur l'agrégateur d'avis Rotten Tomatoes, le film obtient une note de 77% sur la base de 30 avis, avec une note moyenne de 7.1 sur 10. 
Sur Metacritic, le film a un score moyen pondéré de 68 sur 100, basé sur 12 critiques, indiquant "des avis généralement favorables". 